# Université du Wisconsin à Whitewater
L'université Wisconsin-Whitewater, aussi connue sous le nom de UW-Whitewater, fait partie du système de l'Université du Wisconsin et se situe au sein de la ville de Whitewater (Wisconsin). 
C'est une université en quatre ans, co-éducative et résidentielle, accréditée par la North Central Association of Colleges and Schools. En 2013, le nombre total d'étudiants, bachelors et master, était de 12 000 et approximativement 40 états et 40 pays étaient représentés parmi les étudiants.